# Ilona Witkowska
Ilona Witkowska (ur. 1987) – polska poetka.

## Życiorys
Laureatka Nagrody Specjalnej XVI Ogólnopolskiego Konkursu Poetyckiego im. Jacka Bieriezina 2010 za projekt tomu Splendida realta. Laureatka Wrocławskiej Nagrody Poetyckiej „Silesius” 2013 w kategorii debiut roku za tom Splendida realta. W 2018 nominowana do tej nagrody w kategorii książka roku za tom Lucyfer zwycięża (również nominacja do Nagrody im. Wisławy Szymborskiej 2018 i Poznańskiej Nagrody Literackiej). W 2022 nominowana do Nagrody Literackiej m.st. Warszawy w kategorii poezja za tom Gdzie są moje dzieci?. Poetka projektu Sfotografuj wiersz – Zwierszuj fotografię. Współautorka scenariusza do etiudy Jeśli będziesz długo siedzieć w ciszy, przyjdą do ciebie inne zwierzęta w reżyserii Jagody Szelc (Erotica 2022). Mieszka w Sokołowsku (województwo dolnośląskie).

## Poezja
- Splendida realta (Wojewódzka Biblioteka Publiczna i Centrum Animacji Kultury w Poznaniu, Poznań 2012)
- Lucyfer zwycięża (Korporacja Ha!art, Kraków 2017)
- Gdzie są moje dzieci? (wydawnictwo papierwdole-Katalog Press, Ligota Mała-Dùn Éideann 2021)[8]

## Galeria

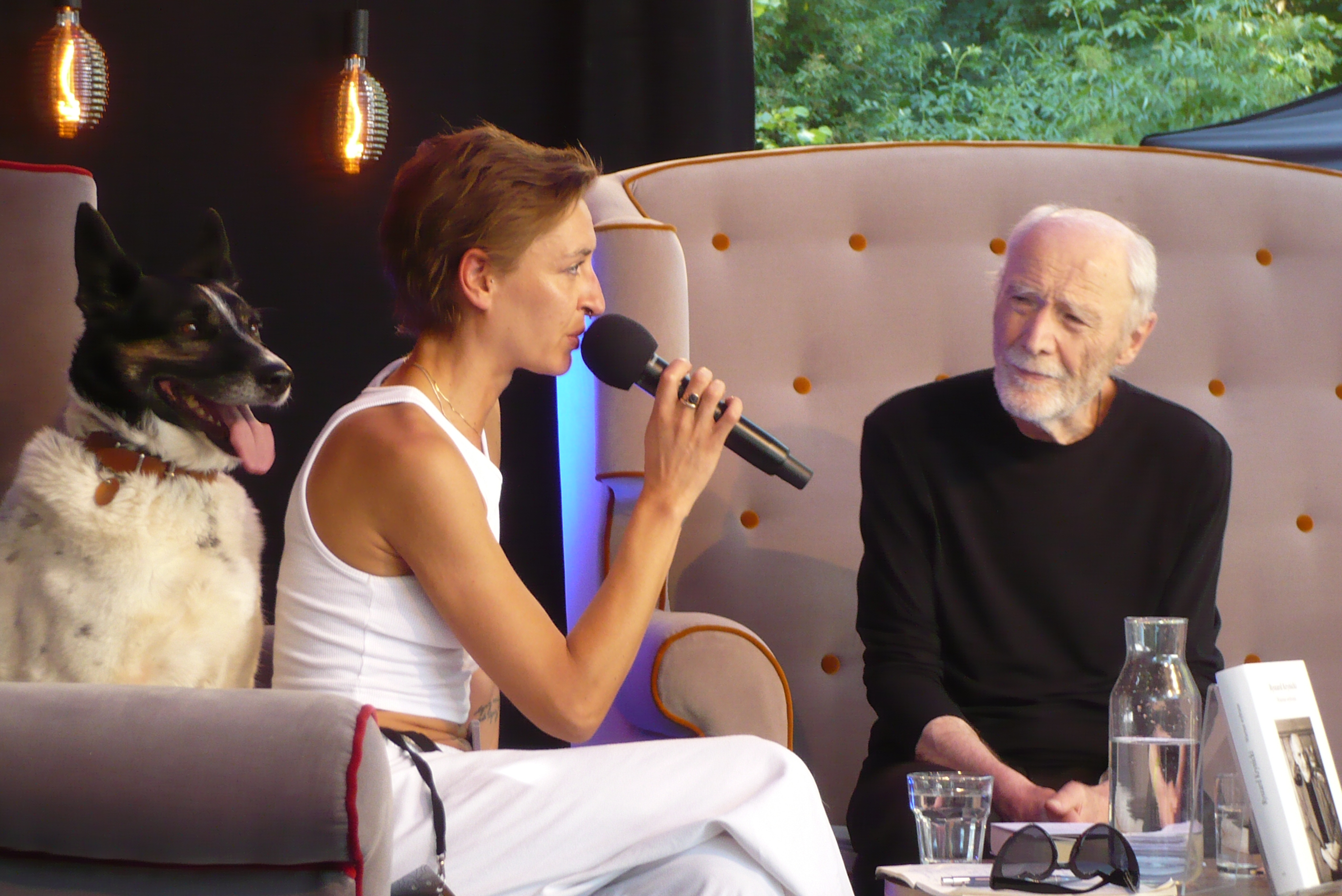
Ilona Witkowska z R. Krynickim, 2023
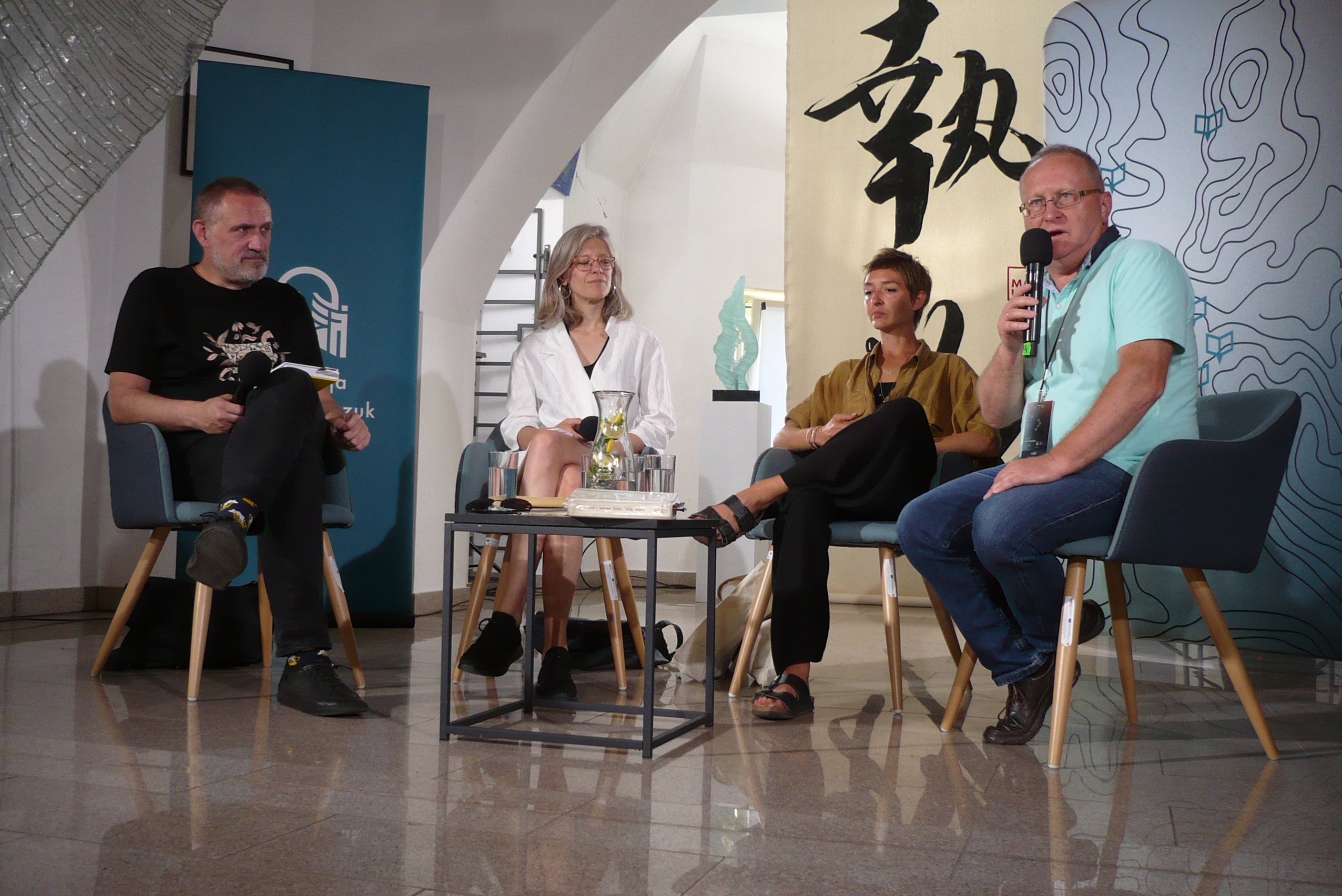
VIII Festiwal Góry Literatury, 2022
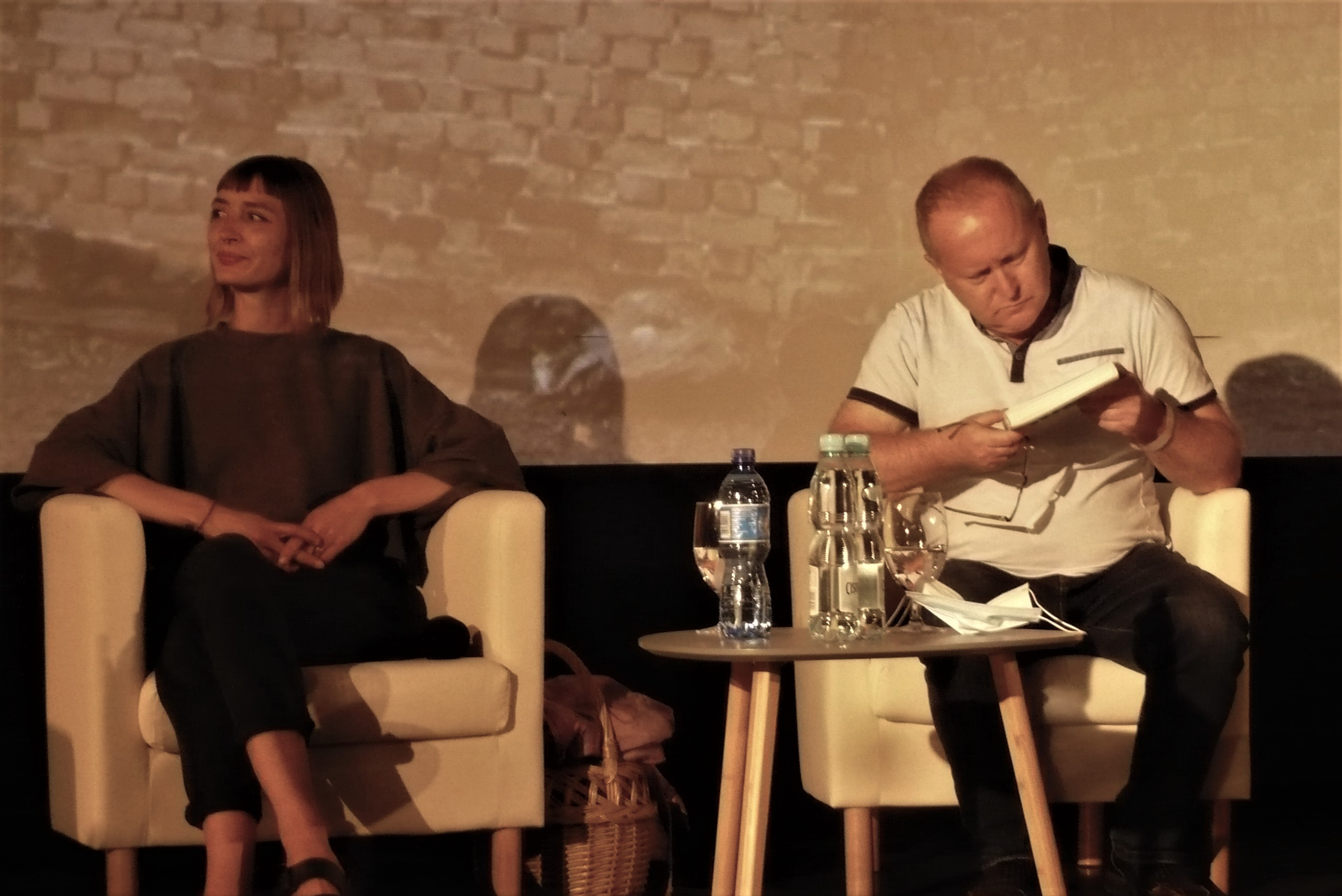
I. Witkowska z  Karolem Maliszewskim,  2020